# Pilodius flavus
Pilodius flavus är en kräftdjursart som beskrevs av M. J. Rathbun 1893. Pilodius flavus ingår i släktet Pilodius och familjen Xanthidae. Inga underarter finns listade i Catalogue of Life.